# Victor Laks
Victor Laks (né le 29 mars 1924 à Châtillon dans les Hauts-de-Seine et mort le 27 juillet 2011 à Chavannes-sur-Suran) est un peintre français.

## Biographie
Victor Laks a fait ses études à Lyon, puis à la Sorbonne et à l’École du Louvre (Paris).
Après une expérience d'enseignant aux États-Unis, riche en évènements et rencontres importantes, il revient en France en 1955 et se consacre à une recherche dans la peinture abstraite. Il est proche de Soulages, Brancusi, Seund Ja Rhee.

## Expositions personnelles
- 1948 : Guadalupe Gallery, Albuquerque (États-Unis) ; Galeria Escondida, Taos (États-Unis) ; Rotunda Gallery, San-Francisco.
- 1949 : Ministère de l'Éducation et de la Santé, Rio de Janeiro.
- 1950 : Penthouse Gallery, New York.
- 1952 : New Gallery, New York.
- 1953 : Galerie Moderne, New York.
- 1954 : Galerie Wildenstein, New York.
- 1968 : International Center of Aesthetic Research, Turin ; Galleria deI Grattacielo, Milan.
- 1969 : « Cent dessins concernant la naissance des formes », Roche-Bobois, Paris.
- 1971 : Musée d'Art Moderne, Fondation Pagani, Milan (Castellanza).
- 1972 : Centre Culturel de Bobigny, « Vingt années de peinture », exposition rétrospective en parallèle avec une exposition de Silvano Bozzolini sur le même thème ; Galleria Cavour, Milan
- 1973 : Maison de la Culture de Colombes.
- 1974 : Galerie La Pyramide, Florence.
- 1975 : Galerie Septentrion, Marcq-en-Barœul.
- 1976 : Galerie Christiane Colin, Paris, « Feuilles de Présence l » ; Centre d'Art et de Communication, Vaduz, Liechtenstein, « Feuilles de présence II ».
- 1981 : Galerie de Bellechasse, Paris
- 1982 : Syn' Art, Paris, exposition de dessins
- 1986-1989 : Galerie Olivier Nouvellet, Paris.
- 1991 : Galerie Olivier Nouvellet, Paris ; Galerie Françoise Bolognini, Thionville.
- 1992 : Galerie Convergence, Nantes.
- 1998 : Galerie Éric Le Gallo, Rouen.